# Доњи Радеш
Доњи Радеш (мкд. Долни Радеш) је насеље у Северној Македонији, у југоисточном делу државе. Доњи Радеш је у саставу општине Конче.

## Географија
Доњи Радеш је смештен у југоисточном делу Северне Македоније. Од најближег града, Радовишта, насеље је удаљено 17 km југозападно.
Насеље Доњи Радеш се налази у историјској области Лукавица. Насеље је положено у долини реке Криве Лукавице, на приближно 420 метара. Долина је затворена планинама, па се западно од насеља издиже Конечка планина, ка југу Градешка планина, а ка истоку Смрдеш. Поред села је успостављено вештачко Мантово језеро, због ког је село плански исељено. 
Месна клима је континентална, са утицајем Егејског мора (жарка лета).

## Становништво
Доњи Радеш је према последњем попису из 2002. године био без становника.
Претежно становништво били су Турци. 
Већинска вероисповест месног становништва била је ислам.